# Wiktor Anatoljewitsch Kowarski
Wiktor Anatoljewitsch Kowarski (russisch Виктор Анатольевич Коварский; * 31. Dezember 1929 in Charkow; † 4. Juli 2000 in Kischinau) war ein sowjetisch-moldauischer Theoretischer Physiker, Biophysiker und Hochschullehrer.

## Leben
Kowarski war Sohn des bekannten Pflanzenzüchters Anatoli Jefimowitsch Kowarski und der Agronomin Dora Abramowna geb. Kleiman. Die Familie lebte seit 1935 in Cherson und dann während des Deutsch-Sowjetischen Krieges in der Evakuierung in Frunse. 1944 ließ sich die Familie in Kischinau nieder, als der Vater auf den Lehrstuhl für Pflanzenzüchtung und Saatzucht der dortigen Landwirtschaftshochschule berufen wurde. Wiktor Kowarski schloss dort die Mittelschule Nr. 3 ab (zusammen mit dem Physiologen Jakow Abramowitsch Altman und dem Onkologen Israil Fischelewitsch Eisman).
1952 schloss Kowarski sein Studium an der Physikalisch-Mathematischen Fakultät der Moldauischen Staatlichen Universität in Kischinau ab. Seine Abschlussarbeit wurde von Juri Perlin betreut. 1952 heiratete er seine Kommilitonin Brigitta Orenstein. Der Physikochemiker Isaak Bersuker und der Mathematiker Israel Gohberg waren seine Freunde.
Nach dem Studium arbeitete Kowarski 1952–1960 als Dozent in der Fakultät für Höhere Mathematik und Theoretische Mechanik der Kischinauer Landwirtschaftshochschule. 1954 begann er zu publizieren. 1959 verteidigte er im Kiewer Institut für Physik erfolgreich seine Kandidat-Dissertation Untersuchungen zur Theorie der Generation und Rekombination von Elektronen in Halbleitern. 1961 wechselte er zur Moldauischen Akademie der Wissenschaften und arbeitete als Oberassistent 1961–1963 im Institut für Mathematik und 1963–1969 im Institut für Angewandte Physik. 1969 wurde er Leiter des Laboratoriums für Physikalische Kinetik. 1970 verteidigte er im Kiewer Institut für Theoretische Physik erfolgreich seine Doktor-Dissertation Theorie der Vielquantenprozesse in Kristallen. 1971 wurde er zum Professor ernannt. 1972 wählte ihn die Moldauische Akademie der Wissenschaften zum Korrespondierenden Mitglied, und 1992 wurde er Vollmitglied. Er leitete die Akademie-Räte für Biophysik, Theoretische und Mathematische Physik, Optoelektronik und Halbleiter-Physik und -Technik. 1995 wurde er emeritiert.
Kowarskis Hauptarbeitsgebiete waren Kinetik der Vielquantenprozesse in der Physik der Kondensierten Materie, Quanten-Biophysik, Synergetik, Effekte ultrakurzer Laser-Bestrahlung und Molekularbiologie. Er stellte die resonanzartige Abhängigkeit der Geschwindigkeit einer chemischen Reaktion von den Atomkoordinaten fest.
1999 erschien in Kischinau Kowarskis Prosa- und Vers-Autobiografie Der Zeitpfeil meines Lebens.
Mit seiner Frau Brigitta hatte Kowarski zwei Kinder, den Physiker und Elektroniker Jewgeni und die Kinderärztin und Neuropathologin Larissa. Kowarskis Bruder Walentin war Agronom und Physiologe.

## Ehrungen
- Ordinul Gloria Muncii der Republik Moldau
- Dimitrie-Cantemir-Medaille der Moldauischen Akademie der Wissenschaften